# Капуртхала
Капуртхала (англ. Kapurthala, в.-пандж. ਕਪੂਰਥਲਾ) — город на севере центральной части штата Пенджаб, Индия. Административный центр округа Капуртхала.

## История
Во времена существования Британской Индии Капуртхала была столицей одноимённого туземного княжества.

## География
Абсолютная высота — 224 метра над уровнем моря. Расположен в 19 км к северо-западу от города Джаландхар и в 66 км к юго-востоку от Амритсара.

## Экономика
Экономика города основана на производстве текстиля, электрических проводов, а также на пищевой промышленности.

## Население
По данным на 2013 год численность населения составляет 111 835 человек.
Динамика численности населения города по годам:
| 1991   | 2001   | 2013    |
| ------ | ------ | ------- |
| 64 567 | 85 686 | 111 835 |